# Chie Shinohara
Chie Shinohara (jap. 篠原 千絵, Shinohara Chie; * 15. Februar 19xx in der Präfektur Kanagawa, Japan) ist eine japanische Manga-Zeichnerin.

## Leben
1981 veröffentlichte Chie Shinohara mit Akai Densetsu ihren ersten Manga als professionelle Zeichnerin. Die Kurzgeschichte erschien in der Winterausgabe des Manga-Magazins Coronet, das der Shogakukan-Verlag publizierte. Ihre erste fortlaufende Manga-Serie zeichnete sie mit Yami no Purple Eye von 1984 bis 1987. Diese Serie, die von einem Mädchen handelt, das sich in einen Leoparden zu verwandeln vermag, gewann 1987 den Shōgakukan-Manga-Preis und wurde 1996 als elfteiliges Fernsehdrama mit Hinagata Akiko und Kato Haruhiko in den Hauptrollen verfilmt.
Shinoharas nächster Manga war das über 3.000 Seiten umfassende Umi no yami, Tsuki no kage, an dem sie von 1987 bis 1991 arbeitete. Darin erzählt sie von zwei Schwestern mit übernatürlichen Fähigkeiten. Da die Schwestern in denselben Mann verliebt sind, tötet eine die andere. Ihren größten Erfolg hatte die Autorin ab 1995 mit dem Historienmanga Anatolia Story, der von einem modernen japanischen Mädchen handelt, das von Wasserpfützen in eine antike Welt gezogen wird. Anatolia Story, das einen Umfang von über 5.000 Seiten hat, wurde unter anderem ins Deutsche, Englische und Französische übersetzt. Der Manga gewann den Shogakukan-Manga-Preis und war in Japan einer der kommerziell erfolgreichsten Shōjo-Mangas der 1990er Jahre. Danach arbeitet Shinohara, die ein großer Fan von Keiko Takemiya ist, an Mizu ni Sumu Hana über eine Jugendliche, die einen schweren Busunfall überlebt. Von 2010 bis 2023 widmete sich Shinohara dem Leben der Hurrem (Roxelane), der Gemahlin des Sultans Suleimans des Prächtigen.
Ihre Werke sind allesamt dem Shōjo-Genre zuzuordnen, richten sich also an Mädchen. Oft vermischt sie in ihren Geschichten Horror- und Romantik-Elemente. Sie zeichnet hauptsächlich für die Magazine Shōjo Comic und Betsucomi.

## Werke (Auswahl)
- Akatsuki ni Tatsu Lion
- Akai Densetsu (赤い伝説, dt. „Rote Legende“), 1981
- Yami no Purple Eye (闇のパープル・アイ, Yami no Pāpuru Ai), 1984–1987
- Houmonsha wa Mayonaka ni (Midnight Visitor) – 1984
- Kioku no Ashiato
- Kootta Natsu no Hi (Frozen Summer Day)
- Soshite Gokai no Suzu ga naru (Then Five Bells Rang)
- Touboukyuukou (Runaway Express)
- Mokugekisha ni Sayounara (Farewell to the Eyewitness) – 1985
- Nanika ga yami de mite iru (Something Watching in the Dark) – 1986
- Umi no Yami, Tsuki no Kage (海の闇、月の影), 1986–1991
- Ryōko no Shinrei Jikenbo (陵子の心霊事件簿), 1988–1991
- Sanninme ga Kieta (A Third Person Disappeared) – 1992
- Ao no Fūin (蒼の封印), 1992–1994
- Anatolia Story (天は赤い河のほとり, Sora wa Akai Kawa no Hotori), 1995–2002
- Mizu ni Sumu Hana (水に棲む花), 2004–2005
- Yume no Shizuku, Kin no Torikago (夢の雫、黄金の鳥籠) 2010–2023[1]

## Quelle
- Biografie auf der Homepage von Egmont Manga und Anime (Memento vom 7. Oktober 2007 im Internet Archive)